# Baltazar Działas
Baltazar Działas (ur. 1787 w Piekarach, zm. 1870 w Siedlcach) – pisarz i nauczyciel dolnośląski. Nauczał w szkole w Ratowicach pod Oławą.
Urodził się w 1787 roku w leżących w pobliżu Oławy Piekarach, był najmłodszym synem rzeźnika. Do 1801 roku uczył się w tamtejszej szkole elementarnej, a następnie studiował religię u laskowickiego pastora Fryderyka Jerzego Baucha. Po ukończeniu seminarium nauczycielskiego w 1809 roku podjął pracę nauczyciela w nowej szkole w Ratowicach, gdzie w latach 1809–1824 z inspiracji Jerzego Samuela Bandtkiego (1768-1835) prowadził pracę nad unikalnym Zbiorem wyrazów szląsko-polskich. Dzieło to jest jedynym zapisem wymarłych gwar polskich z okolic Wrocławia. Działas odesłał 12 sierpnia 1824 słownik do Krakowa, gdzie jest do tej pory przechowywany w Bibliotece Jagiellońskiej.